# Список умерших в 1156 году

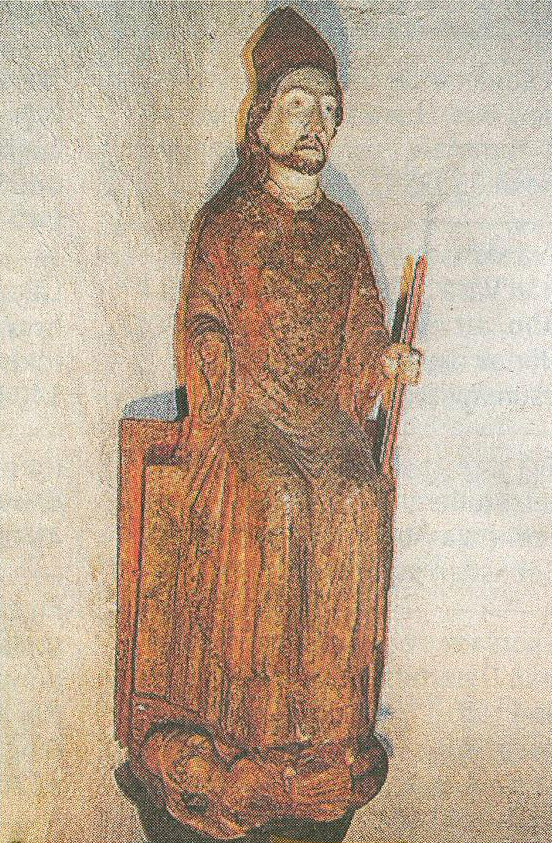
Генрих Уппсальский

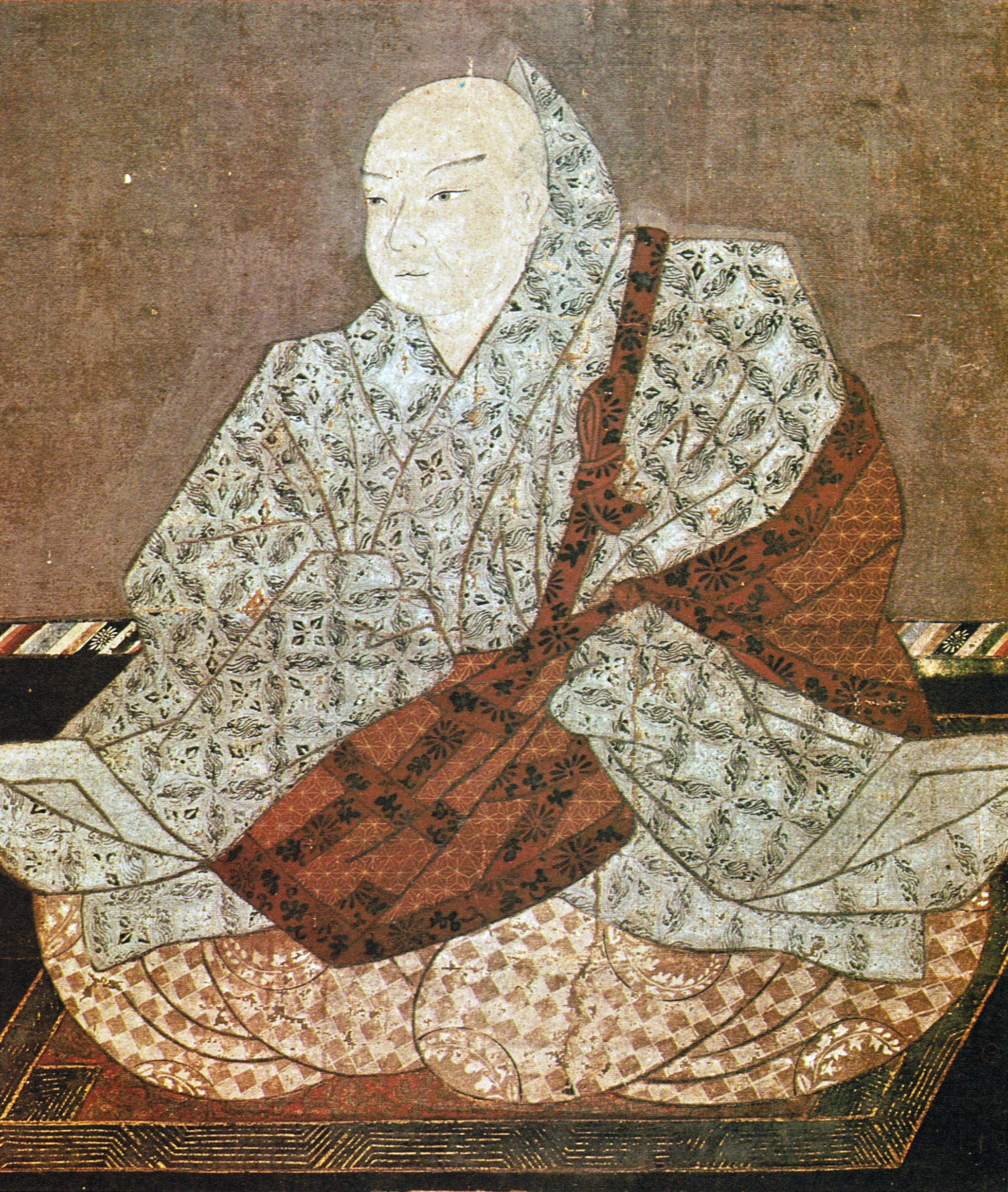
Император Тоба

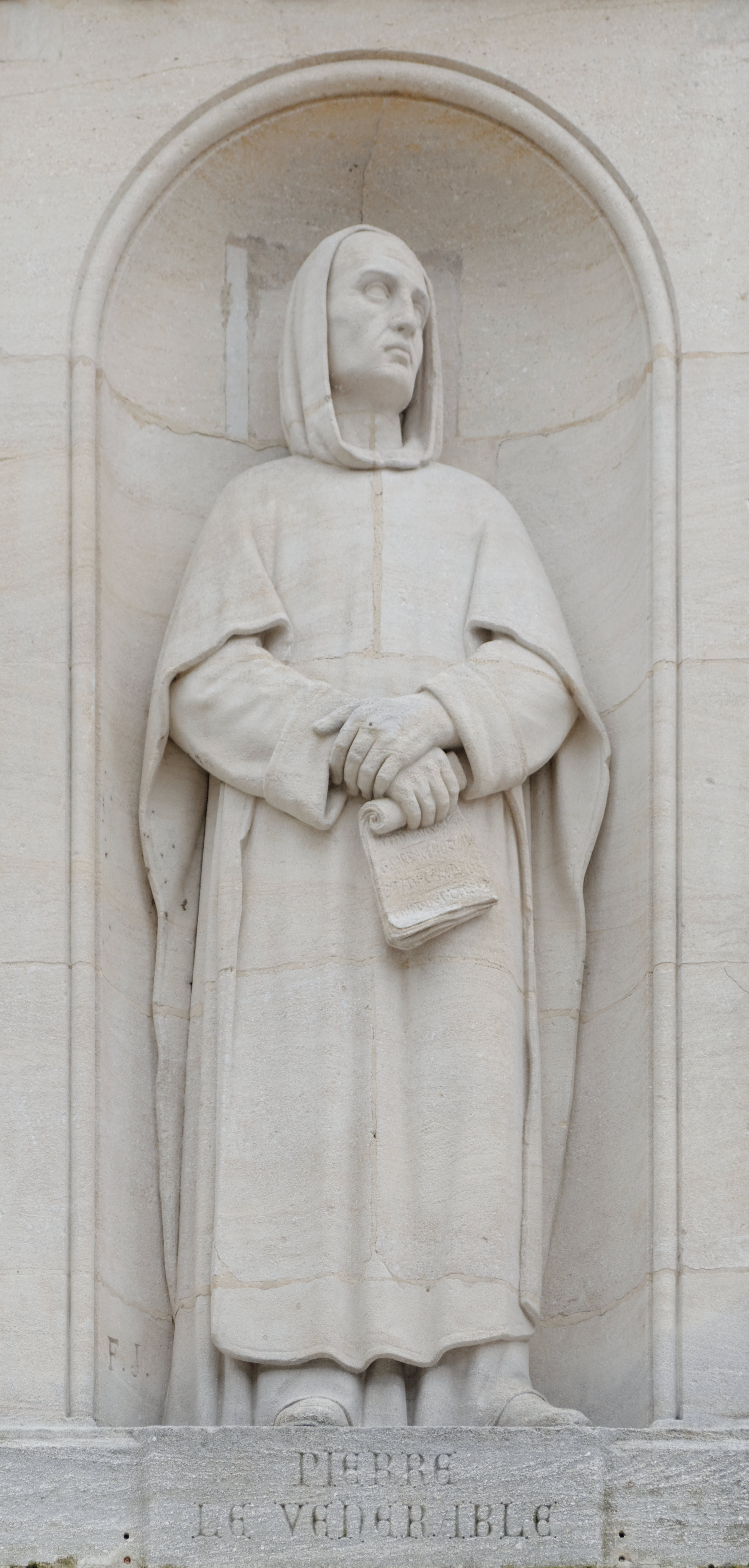
Пётр Достопочтенный

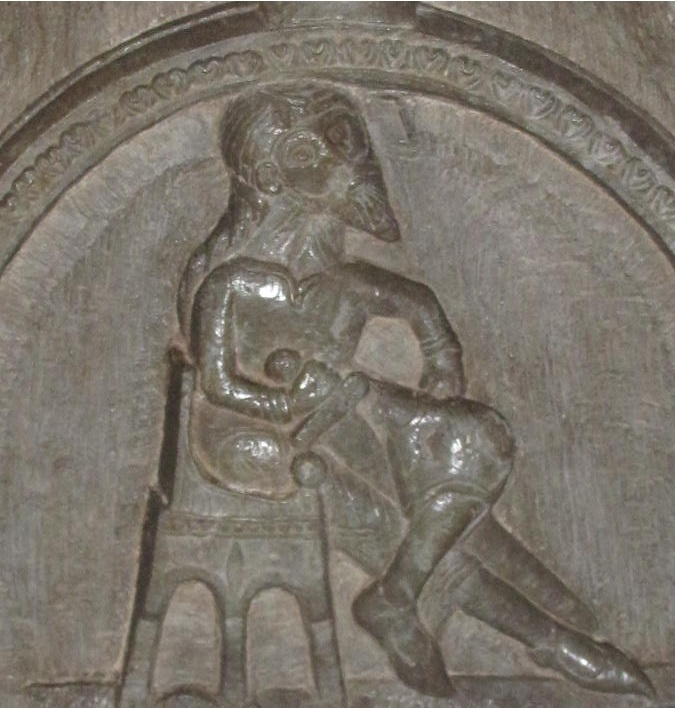
Сверкер I

В этой статье представлен список известных людей, умерших в 1156 году.
См. также: Категория:Умершие в 1156 году

## Январь
- 17 января — Монбар, Андре де — Великий магистр ордена тамплиеров (1154—1156).
- 20 января — Генрих Уппсальский — епископ Уппсалы, мученик, один из деятелей христианизации Финляндии, святой римско-католической церкви, покровитель Финляндии. Убит.
- 31 января — Герман фон Хорне[англ.] — епископ Утрехта (1151—1156)

## Февраль
- Морозини, Доменико — венецианский дож (1148—1156)

## Март
- 9 марта — Александр из Малонна[англ.] — епископ Плоцка (1129—1156), при котором было завершено строительство кафедрального собора Успения Пресвятой Девы Марии.

## Май
- 7 мая — Ратибор I — князь Поморья (1135 / 1147—1156), родоначальник Ратиборидов — боковой ветви династии Грифитов.
- 14 мая — Арнольд II фон Вид[нем.] — архиепископ Кёльна (1151—1156)
- 19 мая — Генрих I[нем.] — епископ Миндена (1140—1153)

## Июнь
- 20 июня — Император Тоба — Император Японии (1107—1123)

## Август
- 1 августа — Фудзивара-но Ёринага[англ.] — японский политик и учёный, один из руководителей смуты Хогэн, погиб в бою.
- 4 августа — Оттон IV — граф Виттельсбаха с 1116, пфальцграф Ленгенфельда, пфальцграф Баварии (как Оттон I) с ок. 1122,
- 12 августа — Бланка Наваррская — королева-консорт Кастилии (1151—1156), жена Санчо III
- 17 августа — Минамото-но Тамэёси[англ.] — глава клана Минамото, один из руководителей смуты Хогэн, казнён.

## Сентябрь
- 20 сентября — Герман III Штахлекский — пфальцграф Рейнский (1142—1156).

## Ноябрь
- 22 ноября — Генрих I — граф Текленбурга (с 1150), домфогт Мюнстера.

## Декабрь
- 21 декабря — Эрленд Харальдссон — граф Оркни (1151—1154).
- 25 декабря:
  - Пётр Достопочтенный — католический святой, монах — бенедиктинец, девятый аббат Клюни (1122—1156)
  - Сверкер I — король Швеции (1130—1156). Убит.

## Дата неизвестна или требует уточнения
- Ала ад-Дин Атсыз — хорезмшах (1128—1156).
- Амбагай-хан — монгольский правитель, возглавлявший в 1148/1150—1156 годах крупное объединение родов, иногда принимаемое современными исследователями за протогосударство «Хамаг монгол улус».
- Вратислав — князь брненский (1125—1126/8, 1130—1156)
- Гилберт де Гант — англонормандский дворянин, граф Линкольн (с 1147), участник гражданской войны в Англии 1135—1154 гг. на стороне короля Стефана Блуаского.
- Гильом д’Омелас — сеньор Омеласа, граф Оранжа (по правам жены).
- Деметре I — царь Грузии (1125—1155, 1155—1156), поэт
- Масуд I — султан Рума с 1116 по 1156 годы.
- Михаил Палеолог[англ.] — византийский генерал. Умер во время итальянского похода.
- Нифонт — епископ Новгородский (1130—1156).
- Пардос, Григорий — византийский писатель, ритор, грамматик, священнослужитель, митрополит Коринфский (после 1092).
- Прибыслава Ярославна — русская княжна из рода Рюриковичей, жена померанского князя Ратибора I.
- Рихеза Польская — королева Швеции, дочь князя Польши Болеслава III и Саломеи фон Берг.
- Роберт II — последний самостоятельный граф Аверсы и последний князь Капуи (1127—1135, 1137, 1155—1156)
- Судила Иванкович — новгородский посадник (1141—1144, 1147—1156)
- Тойрдельбах (Турлох) — король Коннахта (1106—1156), верховный король Ирландии (1119—1156).
- Торник, Георгий — византийский богослов и эпистолограф, митрополит Эфесский (с 1155).
- Фудзивара но Ясуко[англ.] — императрица-консорт Японии (1134—1139), жена императора Тоба
- Хоэль III — герцог Бретани (титулярный) (1148), граф Нанта и граф Ренна (1148—1156). Последний представитель прямой линии Корнуайского дома. Дата смерти предположительна.